# Chris Ferguson (Basketballspieler)
Christopher Maurice Ferguson (* 20. April 1989) ist ein US-amerikanischer Basketballspieler.

## Werdegang
Ferguson spielte als Schüler in der Mannschaft der Royal Sunset High School in Hayward (US-Bundesstaat Kalifornien). Er nahm ein Studium auf und gehörte 2008/09 im selben Bundesstaat der Hochschulmannschaft des Feather River College an. Von 2009 bis 2012 war Ferguson Student und Basketballspieler an der Mid-Continent University in Kansas. Bei der zum Hochschulverband NAIA gehörenden Mannschaft fiel er insbesondere durch gute Verteidigungsleistungen und hohe Mittelwerte in der statistischen Wertung Rebounds pro Spiel auf.
Seine Laufbahn im Berufsbasketball begann Ferguson in Belgien bei RBC Verviers-Pepinster. 2013 wechselte er innerhalb des Landes zu Liège Basket. Im November 2014 schloss er sich BK Dnipro Azot (Ukraine) an, im Februar 2015 kam er als Neuzugang zu Etha Engomis Nikosia (Zypern).
In der Saison 2015/16 gewann Ferguson mit den Oberwart Gunners den österreichischen Meistertitel sowie den Pokalbewerb und wurde als bester Verteidiger der Bundesliga ausgezeichnet.
Anschließend spielte er kurz in Japan, ehe er im November 2016 nach Österreich zurückkehrte und sich dem BC Vienna anschloss. Für die Wiener bestritt er acht Bundesliga-Spiele. In einer Dopingprobe, die Ferguson Anfang Februar 2017 abgab, wurden Spuren von Kokain und Ecstasy gefunden. Daraufhin wurde er von der Österreichischen Anti-Doping Rechtskommission (ÖADR) vom Spielbetrieb ausgeschlossen. Im April 2017 erließ die ÖADR in dem Fall eine vierjährige Sperre gegen Ferguson.
Ende Februar 2021 kehrte Ferguson nach abgelaufener Sperre aufs Spielfeld zurück. Er tat das als Mitglied des Bundesligisten SKN St. Pölten. Für St. Pölten erzielte er bis 2023 in der Bundesliga Mittelwerte von knapp 20 Punkten und mehr als 10 Rebounds je Begegnung. In der Saison 2021/22 wurde er zum zweiten Mal als bester Verteidiger der österreichischen Liga ausgezeichnet. Zur Saison 2023/24 wechselte Ferguson zu den Raiffeisen Flyers Wels.
In der Saison 2024/25 bestritt er zwei Ligaspiele für die BSC Raiffeisen Panthers Fürstenfeld. Im Oktober 2024 kam es zur Trennung. Mitte Januar 2025 wurde Ferguson von der Österreichischen Anti-Doping-Rechtskommission mit einer achtjährigen Sperre belegt, nachdem er am 9. Oktober 2024 eine Dopingprobe verweigert hatte.